# Jonas Deumeland
Jonas Deumeland (Wolfsburg, 9 februari 1988) is een Duits voetballer die als doelman speelt. Hij kwam uit voor VfL Wolfsburg II, Rot-Weiß Oberhausen en KAS Eupen. 

## Statistieken
| seizoen | club                    | land      | competitie          | wed. | goals |
| ------- | ----------------------- | --------- | ------------------- | ---- | ----- |
| 2007/08 | VfL Wolfsburg II        | Duitsland | Regionalliga Nord   | 15   | 0     |
| 2008/09 | VfL Wolfsburg II        | Duitsland | Regionalliga Nord   | 1    | 0     |
|         | Rot-Weiß Oberhausen     | Duitsland | 2. Bundesliga       | 0    | 0     |
| 2009/10 | VfL Wolfsburg II        | Duitsland | Regionalliga Nord   | 1    | 0     |
| 2010/11 | VfL Wolfsburg II        | Duitsland | Regionalliga Nord   | 18   | 0     |
| 2011/12 | KAS Eupen               | België    | Tweede Klasse       | 32   | 0     |
| 2012/13 | KAS Eupen               | België    | Tweede klasse       | 31   | 0     |
| 2013/14 | KAS Eupen               | België    | Tweede Klasse       | 32   | 0     |
| 2016/17 | SpVgg Greuther Fürth II | Duitsland | Regionalliga Bayern | 5    | 0     |
| 2018    | IK Start                | Noorwegen | Eliteserien         | 1    | 0     |
|         |                         |           | Totaal              | 136  | 0     |